# MSC Musica (schip, 2006)
De MSC Musica is een cruiseschip van Mediterranean Shipping Company Cruises, ze behoort tot de Musica-klasse. Er zijn dertien dekken. De munt aan boord zijn bij reizen op de Middellandse Zee de euro en bij reizen, die in Brazilië beginnen, de US Dollar.
Voor minder beweging heeft de MSC Musica stabilisatoren.